# Bulbophyllum macrochilum
Bulbophyllum macrochilum é uma espécie de orquídea (família Orchidaceae) pertencente ao gênero Bulbophyllum. Foi descrita por Robert Allen Rolfe em 1896.